# Donacia vulgaris
Donacie commune
Espèce
Donacia vulgaris, la Donacie commune, est une espèce d'insectes coléoptères chrysomélidés de la sous-famille des Donaciinae.

## Description
Corps long d'environ 12 mm, les femelles plus larges que les mâles.
Les élytres sont verdâtres ou cuivreux et présentent chacun une bande centrale longitudinale rouge ou bleue.

## Distribution
Région paléarctique : Europe, îles Britanniques comprises, jusqu'au Japon.

## Écologie
Les adultes, capables de voler, visibles de mai à août, vivent dans la végétation des zones humides.
Les larves se nourrissent à l'intérieur des tiges aériennes des plantes de ces mêmes biotopes (roseaux, rubaniers...).